# Arnold Walther
Arnold Friedrich Walther (* 31. Mai 1880 in Hamburg; † 18. Mai 1938 in Chicago) war ein deutscher Theologe, Semitist und Altorientalist.
Arnold Walther wuchs als Sohn eines Lehrers in der Hansestadt Hamburg auf, wo er die Gelehrtenschule des Johanneums besuchte und mit dem Abitur abschloss. Anschließend studierte er von 1899 bis 1903 an den Universitäten Rostock, Halle,  und Marburg Theologie und Semitistik, was er mit dem kirchlichen Examen abschloss. Nach einer Tätigkeit als Hilfsprediger in und um Hamburg begann er ein Studium der Altorientalistik bei Heinrich Zimmern an der Universität Leipzig, welches er mit einer Promotion über Das altbabylonische Gerichtswesen 1914 abschloss.
Im Ersten Weltkrieg war er in der Deutschen Orientarmee im Osmanischen Reich als Übersetzer und Mitarbeiter im Nachrichtendienst eingesetzt. Im Zuge der Demobilisierung konnte er 1918 nach Deutschland zurückkehren und lebte von da an in Berlin, wo er als wissenschaftlicher Mitarbeiter der Vorderasiatischen Abteilung der Berliner Museen wurde. Dort bearbeitete und publizierte er zusammen mit Emil Forrer, Ernst Friedrich Weidner und Hans Ehelolf unter Leitung des Kustos Otto Weber vor allem die Texte aus Ḫattuša. 1930 wechselte er an das Oriental Institute der University of Chicago, wo er als Editorial Assistant am Chicago Assyrian Dictionary mitwirkte. Bereits nach einem Jahr dort wurde er zum Associate Professor für Hethitisch berufen.
1934 war Arnold Walther in einen schweren Verkehrsunfall verwickelt, von dessen Verletzungen er sich nie mehr erholte. Trotzdem nahm er seine berufliche Tätigkeit wieder auf und lehrte Akkadisch und Koptisch, bis er vier Jahre später, kurz vor seinem 58. Geburtstag, an Herzversagen starb.